# Darwinia biflora
Darwinia biflora är en myrtenväxtart som först beskrevs av Edwin Cheel, och fick sitt nu gällande namn av Barbara Gillian Briggs. Darwinia biflora ingår i släktet Darwinia och familjen myrtenväxter.
Artens utbredningsområde är New South Wales. Inga underarter finns listade i Catalogue of Life.